# 第1教育団
第1教育団（だいいちきょういくだん、JGSDF 1st Training Brigade）は、陸上自衛隊武山駐屯地に駐屯していた東部方面隊隷下の教育部隊で陸上自衛隊の教育団のひとつである。2011年（平成23年）4月21日に廃止され東部方面混成団へ改編された。

## 沿革
- 1959年（昭和34年）8月13日：第1教育団が武山駐屯地において編成完結。

※新編時の編成（団本部、第104教育大隊、第105教育大隊、第106教育大隊、第101高射教育隊、第101会計教育隊、第101武器技術教育隊、第101通信技術教育隊、第3陸曹教育隊（新町駐屯地））
- 1960年（昭和35年）
  - 3月15日：部隊移駐。

  1. 第105教育大隊が武山駐屯地から板妻駐屯地へ移駐。
  2. 第106教育大隊が武山駐屯地から駒門駐屯地へ移駐。

  - 3月20日：第3陸曹教育隊が新町駐屯地から駒門駐屯地へ移駐。
- 1961年（昭和36年）12月：第105教育大隊が板妻駐屯地から武山駐屯地に移駐。
- 1962年（昭和37年）
  - 8月15日：部隊新編・移駐。

  1. 第106教育大隊と第3陸曹教育隊の各機甲教育中隊を基幹として、第1機甲教育隊を駒門駐屯地に新編（第1～第3陸曹教育中隊及び第4～第6陸士教育中隊の6個中隊編成）。
  2. 第3陸曹教育隊が駒門駐屯地から板妻駐屯地へ移駐。

  - 11月26日：第101通信技術教育隊が朝霞駐屯地へ移駐。
- 1964年（昭和39年）8月1日：第106教育大隊（駒門駐屯地）が廃止。
- 1968年（昭和43年）12月20日：婦人自衛官教育隊が朝霞駐屯地において編成完結、第1教育団隷下に編合。
- 1969年（昭和44年）8月1日：第117教育大隊が武山駐屯地において編成完結、第1教育団隷下に編合。
- 1974年（昭和49年）
  - 8月1日：第101通信技術教育隊（朝霞駐屯地）が廃止。
  - 10月1日：第101高射教育隊が廃止。
- 1975年（昭和50年）
  - 3月26日：第101会計教育隊が廃止。
  - 8月1日：第101武器技術教育隊が廃止。
- 1986年（昭和61年）3月17日：駐屯地司令職務を少年工科学校長に移管。
- 2002年（平成14年）3月27日：部隊改編等。

1. 第104教育大隊（武山駐屯地）及び第105教育大隊（武山駐屯地）を廃止。
2. 神奈川警備隊区担当部隊の任を解かれる（第31普通科連隊に移管）

- 2003年（平成15年）3月27日：婦人自衛官教育隊（朝霞駐屯地）が女性自衛官教育隊に称号変更。
- 2005年（平成17年）3月：第117教育大隊（武山駐屯地）隷下に第339共通教育中隊を新編。
- 2011年（平成23年）4月21日：東部方面混成団への改編に伴い廃止。

## 廃止時の編成
- 第1教育団本部
  - 総務科
  - 訓練科
  - 管理科「1教団-本」
- 第117教育大隊：一般曹候補生・予備自衛官補教育担当
  - 第117教育大隊本部「117教-本」
  - 第326共通教育中隊
  - 第327共通教育中隊
  - 第331共通教育中隊
  - 第339共通教育中隊
- 第3陸曹教育隊（板妻駐屯地）
  - 第3陸曹教育隊本部「3曹教-本」
  - 共通教育中隊
  - 第1普通科教育中隊
  - 第2普通科教育中隊
  - 上級陸曹教育中隊
- 第1機甲教育隊「1機教」（駒門駐屯地）
- 女性自衛官教育隊「女自教」（朝霞駐屯地）

## 主要幹部
| 代 | 氏名                   | 在任期間               | 出身校・期                     | 前職                                               | 後職                                           |
| -- | ---------------------- | ---------------------- | ------------------------------ | -------------------------------------------------- | ---------------------------------------------- |
| 01 | 眞下英三郎 （1等陸佐） | 1959.8.13 - 1961.2.28  | 東京帝国大学 昭和12年卒        | 第7混成団本部 →1959.7.15 第1管区総監部付           | 陸上幕僚監部法務課長                           |
| 02 | 衛藤武 （1等陸佐）     | 1961.3.1 - 1963.7.31   | 東京帝国大学 昭和13年卒        | 中部方面総監部幕僚副長                             | 資材統制隊長                                   |
| 03 | 川合了                 | 1963.8.1 - 1965.3.15   | 陸士45期・ 陸大54期            | 東部方面総監部幕僚副長                             | 東部方面総監部付 →1965.6.30 退職               |
| 04 | 石川頼夫               | 1965.3.16 - 1966.3.15  | 陸士44期・ 陸大56期            | 第1師団副師団長 兼 練馬駐とん地司令                | 陸上幕僚監部付                                 |
| 05 | 片木良平               | 1966.3.16 - 1967.7.16  | 陸士46期                       | 第1空挺団長 兼 習志野駐とん地司令                  | 陸上幕僚監部付 →1967.12.31 退職                |
| 06 | 前野荒治               | 1967.7.17 - 1969.7.15  | 陸士48期・ 陸大57期            | 陸上自衛隊九州地区補給処長 兼 目達原駐とん地司令   | 陸上幕僚監部付 →1969.11.30 退職                |
| 07 | 湯川文雄               | 1969.7.16 - 1971.6.30  | 陸士50期・ 陸大60期            | 統合幕僚学校副校長                                 | 陸上自衛隊高射学校長 兼 下志津駐とん地司令     |
| 08 | 桑原安正               | 1971.7.1 - 1972.6.30   | 陸士51期・ 陸大59期            | 陸上幕僚監部厚生課長                               | 退職                                           |
| 09 | 青山基三               | 1972.7.1 - 1975.3.16   | 中央大学 昭和17年卒            | 自衛隊愛知地方連絡部長 →1974.7.1 陸将昇任          | 陸上幕僚監部付 →1975.12.31 退職                |
| 10 | 外口行雄               | 1975.3.17 - 1977.3.15  | 陸士55期                       | 第1施設団長 兼 朝霞駐とん地司令 →1976.4.1 陸将昇任 | 陸上幕僚監部付 →1977.4.1 退職                  |
| 11 | 栗田裕夫               | 1977.3.16 - 1978.11.30 | 陸航士58期                     | 第12師団副師団長 兼 相馬原駐とん地司令             | 陸上自衛隊東北地区補給処長                     |
| 12 | 中江正夫               | 1978.12.1 - 1981.5.31  | 陸航士59期                     | 防衛大学校教授 →1981.3.16 陸将昇任                 | 陸上自衛隊通信学校長 兼 久里浜駐とん地司令     |
| 13 | 岡村敦弘               | 1981.6.1 - 1983.6.30   | 東幼48期・ 広島高師 昭和26年卒 | 中部方面総監部幕僚副長 →1983.3.16 陸将昇任         | 防衛研修所副所長                               |
| 14 | 定榮洲弘               | 1983.7.1 - 1985.3.15   | 中央大学 昭和29年卒            | 第3師団副師団長 兼 千僧駐屯地司令                  | 陸上自衛隊幹部候補生学校長 兼 前川原駐屯地司令 |
| 15 | 野口有三               | 1985.3.16 - 1986.3.16  | 中央大学 昭和31年卒            | 西部方面総監部幕僚副長                             | 陸上幕僚監部付 →1986.7.1 退職                  |
| 16 | 松尾捷太郎 （1等陸佐） | 1986.3.17 - 1987.3.31  | 防大1期                        | 陸上幕僚監部監理部総務課長                         | 退職（陸将補昇任）                             |
| 17 | 國枝金正 （1等陸佐）   | 1987.4.1 - 1988.3.15   | 防大1期                        | 中央調査隊長                                       | 自衛隊愛知地方連絡部長                         |
| 18 | 青山昌嗣 （1等陸佐）   | 1988.3.16 - 1989.3.31  | 防大3期                        | 自衛隊静岡地方連絡部長                             | 退職（陸将補昇任）                             |
| 19 | 佐藤十郎               | 1989.4.1 - 1991.3.15   | 防大1期                        | 相馬原駐屯地業務隊長 →1990.4.1 陸将補昇任          | 陸上幕僚監部付 →1991.4.1 退職                  |
| 20 | 川崎洋一郎 （1等陸佐） | 1991.3.16 - 1993.3.31  | 防大5期                        | 自衛隊兵庫地方連絡部長                             | 退職（陸将補昇任）                             |
| 21 | 坂聖夫 （1等陸佐）     | 1993.4.1 - 1995.3.31   | 防大6期                        | 自衛隊熊本地方連絡部長                             | 退職（陸将補昇任）                             |
| 22 | 落合宏 （1等陸佐）     | 1995.4.1 - 1996.12.15  | 防大8期                        | 東北方面総監部装備部長                             | 退職（陸将補昇任）                             |
| 23 | 元植泰男 （1等陸佐）   | 1996.12.16 - 1997.12.7 | 防大9期                        | 自衛隊熊本地方連絡部長                             | 退職（陸将補昇任）                             |
| 24 | 武川保 （1等陸佐）     | 1997.12.8 - 2000.3.31  | 防大11期                       | 北部方面総監部装備部長                             | 退職（陸将補昇任）                             |
| 25 | 清水明德 （1等陸佐）   | 2000.4.1 - 2001.3.31   | 防大12期                       | 富士教導団副団長                                   | 退職（陸将補昇任）                             |
| 26 | 桐淵定訓 （1等陸佐）   | 2001.4.1 - 2002.12.1   | 防大13期                       | 第1混成団副団長                                    | 退職（陸将補昇任）                             |
| 27 | 谷川保行 （1等陸佐）   | 2002.12.2 - 2003.12.4  | 防大15期                       | 第9師団司令部幕僚長                                | 第11師団副師団長 兼 真駒内駐屯地司令           |
| 28 | 松岡和夫 （1等陸佐）   | 2003.12.5 - 2005.7.31  | 防大16期                       | 統合幕僚学校主任教官                               | 退職（陸将補昇任）                             |
| 29 | 岩丸勇 （1等陸佐）     | 2005.8.1 - 2007.7.31   | 防大18期                       | 第12旅団副旅団長 兼 相馬原駐屯地司令               | 退職（陸将補昇任）                             |
| 30 | 山本孝行 （1等陸佐）   | 2007.8.1 - 2009.3.31   | 防大20期                       | 第13旅団司令部幕僚長                               | 退職（陸将補昇任）                             |
| 31 | 越川嘉明 （1等陸佐）   | 2009.4.1 - 2010.7.31   | 防大21期                       | 第11旅団副旅団長 兼 真駒内駐屯地司令               | 退職（陸将補昇任）                             |
| 末 | 真﨑唯信 （1等陸佐）   | 2010.8.1 - 2011.4.21   | 防大23期                       | 西部方面総監部監察官                               | 東部方面混成団長                               |

## 廃止部隊
- 1964年（昭和39年）8月1日廃止
  - 第106教育大隊（駒門駐屯地）：
- 1974年（昭和49年）8月1日廃止
  - 第101通信技術教育隊：
- 1974年（昭和49年）10月1日廃止
  - 第101高射教育隊：
- 1975年（昭和50年）3月26日廃止
  - 第101会計教育隊：
- 1975年（昭和50年）8月1日廃止
  - 第101武器技術教育隊：
- 2002年（平成14年）3月27日廃止
  - 第104教育大隊：
  - 第105教育大隊：

## ギャラリー

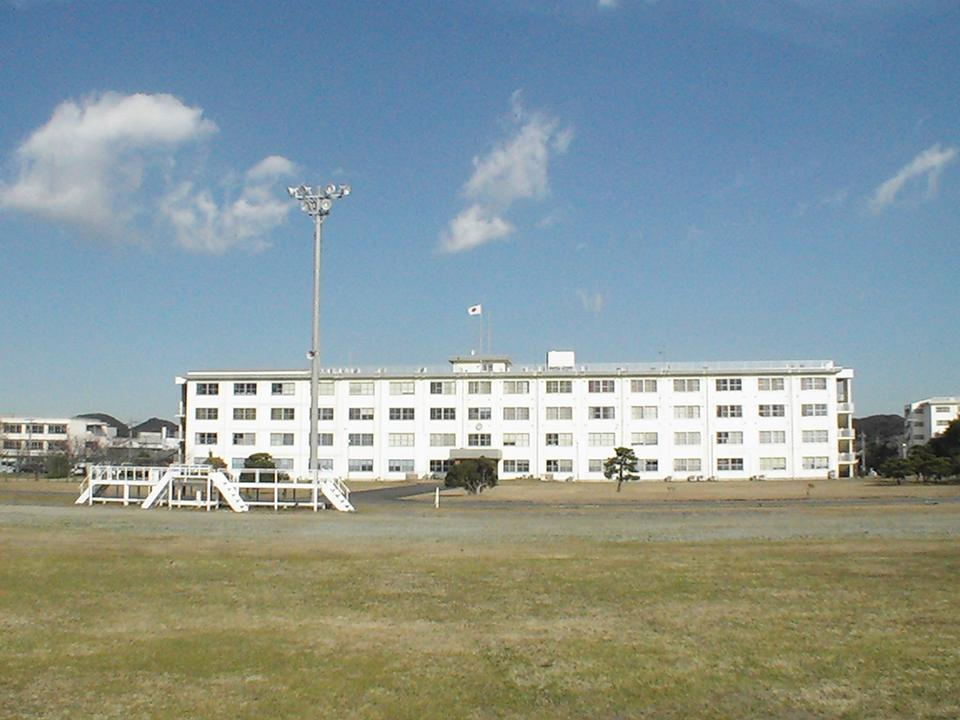
教育団本部の入る庁舎（現在は方面混成団本部が使用）
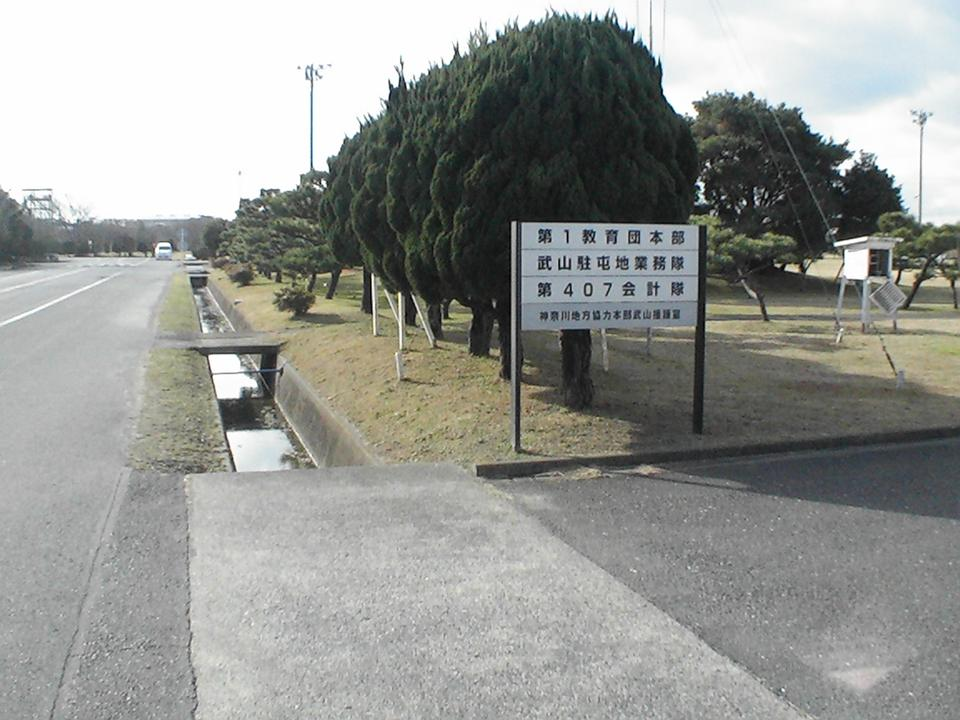
団本部庁舎横の門標